# Medaglia di benemerenza per l'emergenza in Umbria e Marche
La medaglia di benemerenza per l'emergenza in Umbria e Marche è stata istituita in Italia, dal Ministro dell'interno, nel 1998, per tributare un formale riconoscimento a quanti, appartenenti a corpi civili, militari e a gruppi di volontari, si erano prodigati con vivo spirito di sacrificio ed abnegazione quando erano stati impegnati nelle operazioni di soccorso nelle zone dell'Umbria e delle Marche colpite dal sisma del 26 settembre 1997, limitando i danni ed i disagi alle popolazioni dei territori interessati dalla crisi sismica.
Il riconoscimento consiste in un diploma di benemerenza con medaglia commemorativa e nastrino.

## Criteri di eleggibilità
La distinzione è destinata al personale civile, militare e volontario, nonché a quello appartenente ad enti, corpi ed organizzazioni o società pubbliche e private, che abbia operato nelle zone terremotate in uno o più periodi compresi nella fase di prima emergenza: dal 26 settembre al 31 dicembre 1997, per un totale complessivo di almeno 7 giorni.
Il diploma con medaglia può essere concesso anche ad enti, corpi ed organismi pubblici, ovvero associazioni private che abbiano operato analogamente.
Ha inoltre titolo per ottenere il conferimento del diploma con medaglia il personale del Dipartimento della protezione civile della Presidenza del Consiglio dei Ministri e quello della Direzione generale della protezione civile e dei servizi antincendio del Ministero dell'interno, impegnato nello svolgimento delle attività connesse all'emergenza del sisma del 26 settembre 1997.
Per tale personale la convalida della proposta compete al Sottosegretario delegato per il coordinamento della protezione civile.

## Insegne

### Medaglia
Si tratta di un disco in bronzo patinato del diametro di 35 mm. con attacco a nastro, del peso di 22 grammi circa, che riporta:
sul rectoin rilievo il territorio delle due regioni Marche e Umbria, con al centro i rispettivi stemmi, sul quale sono riportati dei cerchi concentrici che rappresentano l'onda sismica; lungo il bordo le scritte «Crisi sismica umbro-marchigiana del settembre ottobre 1997» e «Partecipazione agli interventi di protezione civile»;
sul versouno scorcio del territorio italiano con al centro il simbolo della protezione civile e al di sopra, in orizzontale, la scritta «Benemerenza»; lungo il bordo le scritte «Presidenza del Consiglio dei Ministri» e «Dipartimento della protezione civile».

### Nastro
Il relativo nastro è di seta con ai lati, in verticale, i colori della regione Umbria (verde e rosso), secondo la seguente successione (verde-rosso-verde, bianco-verde-bianco, verde-rosso-verde).
Il nastrino riporta in identica sequenza gli stessi colori del nastro.

### Diploma
Il diploma è di cartoncino bianco con un bordo verde, bianco e rosso lungo la fascia perimetrale, ha come sfondo il territorio delle due regioni Marche e Umbria con al centro i rispettivi stemmi, sul quale sono riportati dei cerchi concentrici che rappresentano l'onda sismica.